# Hei He
Hei He (kinesiska: 黑河, 墨曲) är ett vattendrag i Kina. Det ligger i den centrala delen av landet, 1 400 km sydväst om huvudstaden Peking.